# ایستگاه نیو وست مینستر
ایستگاه نیو وست مینستر (انگلیسی: New Westminster station) یک ایستگاه مرتفع در خط اکسپو (اسکای‌ترین) سیستم اسکای‌ترین مترو ونکوور است. این ایستگاه در تقاطع خیابان کلمبیا و خیابان هشتم در نیو وست مینستر، بریتیش کلمبیا واقع شده‌است. در سال ۲۰۱۲، این ایستگاه به مجموعه Shops at New West ادغام شد و اولین ایستگاه قطار در کانادا بود که به یک مرکز خرید در سطح سکوی ارتباط مستقیم داشت.